# استریپ‌تیز (فیلم)
استریپ‌تیز (انگلیسی: Striptease) فیلمی در ژانر کمدی سیاه به نویسندگی و کارگردانی اندرو برگمن است که در سال ۱۹۹۶ منتشر شد. این فیلم بر اساس رمانی به همین نام اثر کارل هایسن به رشته تحریر درآمده است.
استریپ‌تیز در تاریخ در ۲۸ ژوئن ۱۹۹۶ توسط کلمبیا پیکچرز در ایالات متحده اکران شد، و ۱۱۳ میلیون دلار در سراسر جهان فروش کرد در حالی که ۴۰ میلیون دلار بودجه ساخت آن بوده‌است. این فیلم برنده شش جایزه تمشک طلایی از جمله بدترین فیلم شد.

## بازیگران
- دمی مور
- آرماند آسانته
- وینگ ریمز
- رابرت پاتریک
- برت رینولدز
- پل گویلفویل
- باربارا آلین وودز
- فرانسیس فیشر
- جیانی روسو
- کئون یونگ
- رابرت استانتون
- رومر ویلیس
- ویلیام هیل
- رینا ریفل